# ماریا فرائو
ماریا فرائو (انگلیسی: Maria Frau؛ زادهٔ ۶ اوت ۱۹۳۰) بازیگر اهل ایتالیا است.
از فیلم‌ها یا مجموعه‌های تلویزیونی که وی در آن‌ها نقش داشته است، می‌توان به الهه عشق اشاره نمود.